# Catedral de San Pablo (Pemba)
La Catedral de San Pablo o simplemente Catedral de Pemba (en portugués: Catedral de São Paulo) es el nombre que recibe un edificio religioso afiliado a la Iglesia Católica que se encuentra en la ciudad de Pemba en el país africano de Mozambique. Está dedicada a San Pablo uno de los apóstoles de Jesús.
La iglesia fue establecida en 1946 como templo parroquial por los hermanos Monfortinos. La congregación sigue el rito romano o latino y es la iglesia matriz de la diócesis de Pemba (Dioecesis Pembanus) que fue creada como diócesis de Porto Amelia en 1957 mediante la bula "Quandoquidem" del papa Pío XII cuando el país todavía era un territorio dependiente de Portugal.
Esta bajo la responsabilidad pastoral del obispo Luiz Fernando Lisboa.